# Dlouhá Třebová
Dlouhá Třebová (německy Langentriebe) je obec v okrese Ústí nad Orlicí v Pardubickém kraji. Táhne se v údolí podél řeky Třebovky mezi Českou Třebovou a Ústím nad Orlicí. Žije zde přibližně 1 300 obyvatel. První zmínka o vesnici je z roku 1304. Na počátku 20. století byl postaven novogotický kostel sv. Prokopa, který se stal dominantou Dlouhé Třebové a na jehož věži je zavěšena nejstarší památka obce – zvon Prokop z roku 1753.

## Název
S velkou pravděpodobností museli první obyvatelé místo pokryté lesy, vykácet, vymýtit (staročesky tříbiti). Od tohoto nyní již v jiném významu užívaného slovesa je odvozováno podstatné jméno Třebová i název řeky Třebovka. Blízkost vodního toku byla rozhodující pro založení sídla. Je možné se domnívat, že protáhlý tvar vzniklé osady dal rozlišující název Dlouhá, čímž se odlišuje od pojmenování sousedního města Česká Třebová. V minulosti (před vytyčováním katastrů obcí) sahala obec Dlouhá Třebová až do Hylvát (dříve Krátká Třebová, dnes Ústí nad Orlicí II), asi k Čáslavkovu statku. V literatuře (A. Profous – Místní jména v Čechách z roku 1949) se uvádí šest verzí možného vzniku jména Třebová, avšak vpředu nastíněná varianta se jeví jako nejvěrohodnější. Jisté však je, že v průběhu dějin se název obce neměnil. V historických záznamech se setkáváme s následujícími názvy naší obce: Longa Trebovia villa (1292 i 1304), Dlauha Tržebowa (1654), Dlauha Třebowa (1837).
V abecedních seznamech obcí se používalo i obráceného slovosledu Třebová Dlouhá, Třebová Česká atd. Překlad názvu obce do němčiny nebyl jednotný. Vyskytovaly se názvy: Lange Triebe, Lange Trübau, Langetriebe, Langentriebe a jiné. V lexikonech obcí bývalého Československa se se stejným pojmenováním obce Dlouhá Třebová nesetkáváme. Můžeme vyslovit závěr, že název této obce v Čechách, na Moravě i ve Slezsku je zcela ojedinělý.

## Historie
První písemná zmínka o Dlouhé Třebové je v nadační listině z 21. května 1304, jíž český král Václav II. přidělil správu nad panstvím lanšperským a lanškrounským Zbraslavskému klášteru. Mezi výčtem obcí, které klášteru připadly, je zmiňována i Dlouhá Třebová. Obec Dlouhá Třebová zůstala až do roku 1358 ve správě Zbraslavského kláštera, ale v tomto roce byla připojena k biskupství v Litomyšli. V místě, kterému se říká „Na zámku“, stávala zemanská tvrz, kde probíhaly soudy a několikráte zde pobývali i litomyšlští biskupové. V následujících letech docházelo k častému střídání vlastníků panství. Po roce 1621 připadlo panství do vlastnictví rodu Lichtenštejnů, kterým majetek patřil až do roku 1848, kdy byla rušena robota. V témže roce došlo k zániku úřadu rychtáře (jako poslední rychtář je uváděn Ignác Fajt, který vykonával funkci mezi lety 1845–1848). Úřad rychtáře byl nahrazen obecním starostou a jako první byl do funkce zvolen František Kovář (vykonával úřad mezi lety 1849–1854).

### Od první do druhé světové války
Během první světové války bylo v obci na čtyřicet padlých, kteří padli ve službě za Rakousko-Uhersko. Po válce v roce 1922 byla v obci zřízena železniční zastávka, která měla i prodejnu jízdenek a čekárnu pro cestující. Plošná elektrifikace obce skončila roku 1934. Za první republiky obcí projížděli prezidenti Tomáš Garrigue Masaryk a Edvard Beneš, i když obec nebyla cílem jejich cesty.
Vzhledem ke složité situaci během druhé světové války došlo i v Dlouhé Třebové k nahromadění uprchlíků převážně ze Sudet. Sousední obec Hylváty ale měla výraznou německou menšinu, a tak si její obyvatelé vyžádali ochranu Třetí říše, což vyústilo ve stavbu celnice v tehdejším prostoru „U kovárny“. Po skončení války podobně jako na většině území Česka se i v obci Dlouhá Třebová objevily mimořádné lidové soudy, které začaly odsuzovat kolaboranty a konfiskovat jejich majetek. Během války padlo sedmnáct mužů z obce.

### Poválečné období
Dne 28. října 1948 byl v obci odhalen pomník obětem první a druhé světové války. V okolí se také nalézá masový hrob 26 bezejmenných obětí z transportu smrti, který obcí projel 27. ledna 1945. Díky snaze občanů obce byly nakonec oběti pohřbeny na hřbitově a dnes se jedná o národní kulturní památku. Již před válkou v obci působily organizace jako Sokol, Orel, Svaz dobrovolných hasičů, Spolek divadelních ochotníků Josef Kajetán Tyl, kapely J. Rybky a J. Pirkla, a po válce v duchu kulturních tradic a odkazů a tehdejších zvyklosti vznikly celky nové jako Svaz československo-sovětského přátelství, KSČ, ČSM, Svaz žen, Osvětová beseda, Svaz pro spolupráci s armádou či apolitický Československý červený kříž.
Roku 1945 byl zřízen i místní národní výbor místo obecního úřadu. Jeho prvním předsedou se stal na rok Rudolf Kovář. V letech 1964–1976 byl předsedou MNV Antonín Sychra, člen KSČ. Pocházel z domu čp. 129. Zemřel v roce 1988. Mezi lety 1976 až 1990 byla Dlouhá Třebová přičleněna k městu Ústí nad Orlicí jako jeho pátá místní část. Po sametové revoluci v roce 1990 však obec získala opět samostatnost a do funkce prvního obecního starosty byl zvolen Zdeněk Filip.
V červenci roku 1997 postihla obec povodeň, kterou měla na svědomí řeka Třebovka. Vzniklé škody byly příčinou návštěvy prezidenta České republiky Václava Havla s chotí Dagmar. V roce 1999 získala obec od Poslanecké sněmovny Parlamentu České republiky právo na používání vlajky a znaku jako nových symbolů obce pro její propagaci.

## Přírodní poměry

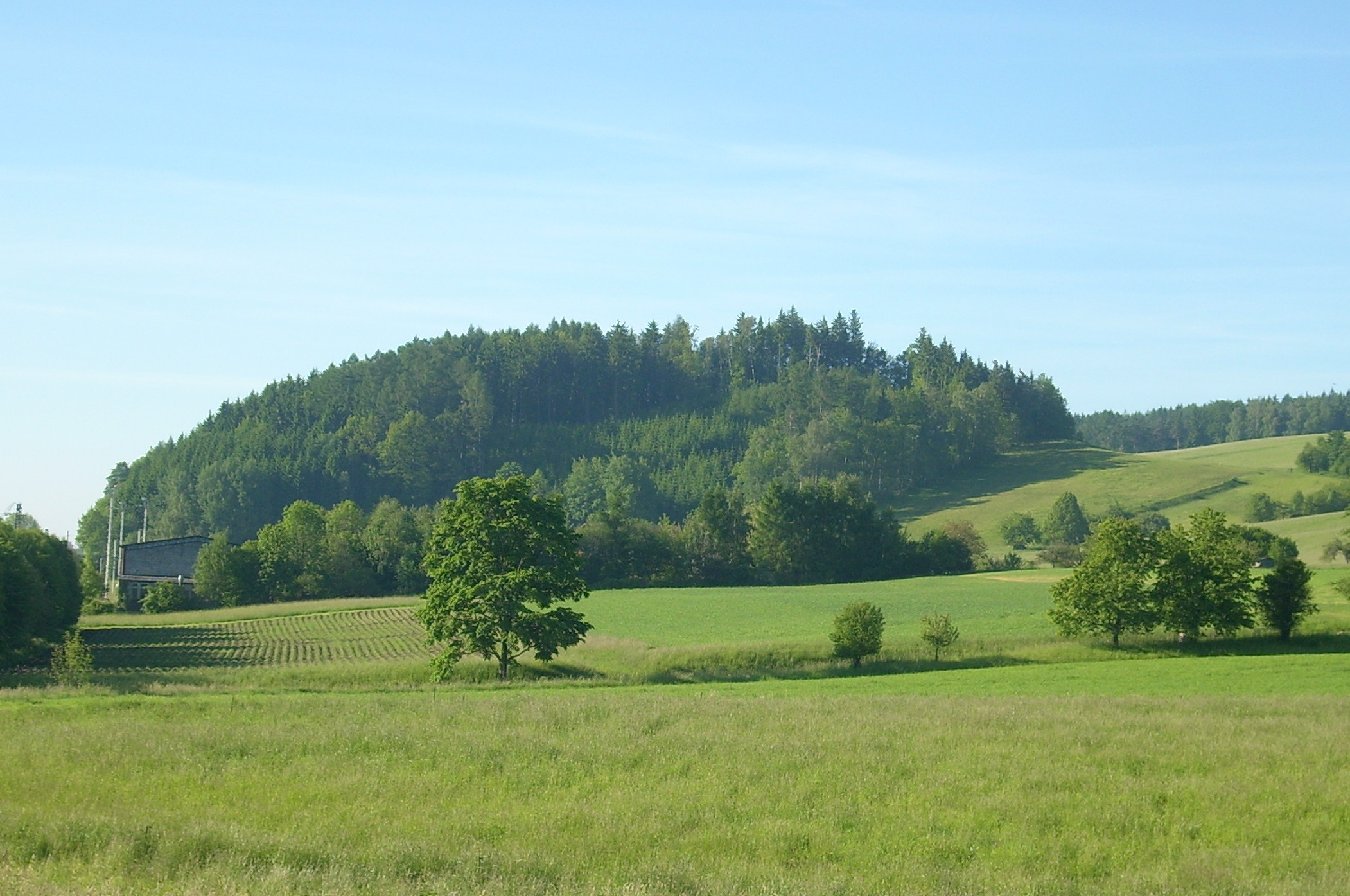
Kopec Hůra nad obcí

Obec Dlouhá Třebová se rozprostírá v údolí meandrující řeky Třebovky, které je ze západní strany ohraničeno zalesněným a poměrně masivním Kozlovským hřbetem. Naopak na východní straně na něj navazuje zemědělsky obdělávaná plochá krajina. Nejjižnější a nejsevernější místo obce je vzdáleno od sebe cca 3 km. Průměrná nadmořská výška je kolem 350 m.
Celá tato oblast leží v okrajovém, tektonicky zprohýbaném a rozlámaném pásmu české křídové tabule, která vznikla usazováním mořských sedimentů. Horninově se jedná zejména o opuky (písčité slínovce) a v údolí nalezneme fragmenty spraší, deluvií a na samém dně také řekou přinesené písčitohlinité sedimenty. Z půdních typů se na tomto substrátu nalézají ve svazích kambizemě nebo pseudogleje a na údolním dně zejména gleje. Geomorfologicky se obec nalézá v celku Svitavská pahorkatina (VIC-3) a to konkrétně ve velmi protáhlé sníženině zvané Ústecká brázda. Ze západu je omezena Kozlovským hřbetem, který do obce zasahuje malým výběžkem známým pod jménem Hůra. Veškeré vodní toky obce spadají do povodí Třebovky, která je levostranným přítokem Tiché Orlice. V letech 2008 a 2009 byla Třebovka téměř celá zregulována, což byla také jedna z reakcí na ničivé povodně v létě roku 1997. Došlo především k rozšíření a zpevnění koryta řeky a ke stavbě několika nových lávek. Co se týká biogeografického začlenění, řadíme obec do Svitavského bioregionu. Celé údolí náleží dubobukovému vegetačnímu stupni. Kolem vodního toku by to byly společenstva lužní a také olšiny.

## Obyvatelstvo
Ve 20. století docházelo k mírnému úbytku počtu obyvatelstva, který až do šedesátých let 20. století kolísal kolem 1400 obyvatel. K 1. lednu 2010 v obci žilo 1261 obyvatel, z toho 641 mužů. V obci je zřízena mateřská škola a základní škola s 1. až 5. ročníkem.
| Rok            | 1869  | 1880  | 1890  | 1900  | 1910  | 1921  | 1930  | 1950  | 1961  | 1970  | 1980  | 1991  | 2001  | 2011  | 2021  |
| -------------- | ----- | ----- | ----- | ----- | ----- | ----- | ----- | ----- | ----- | ----- | ----- | ----- | ----- | ----- | ----- |
| Počet obyvatel | 1 484 | 1 409 | 1 320 | 1 383 | 1 479 | 1 465 | 1 491 | 1 232 | 1 215 | 1 143 | 1 122 | 1 196 | 1 227 | 1 227 | 1 256 |
| Počet domů     | 193   | 195   | 197   | 207   | 217   | 226   | 252   | 293   | 290   | 277   | 283   | 345   | 352   | 366   | 400   |

## Starostové

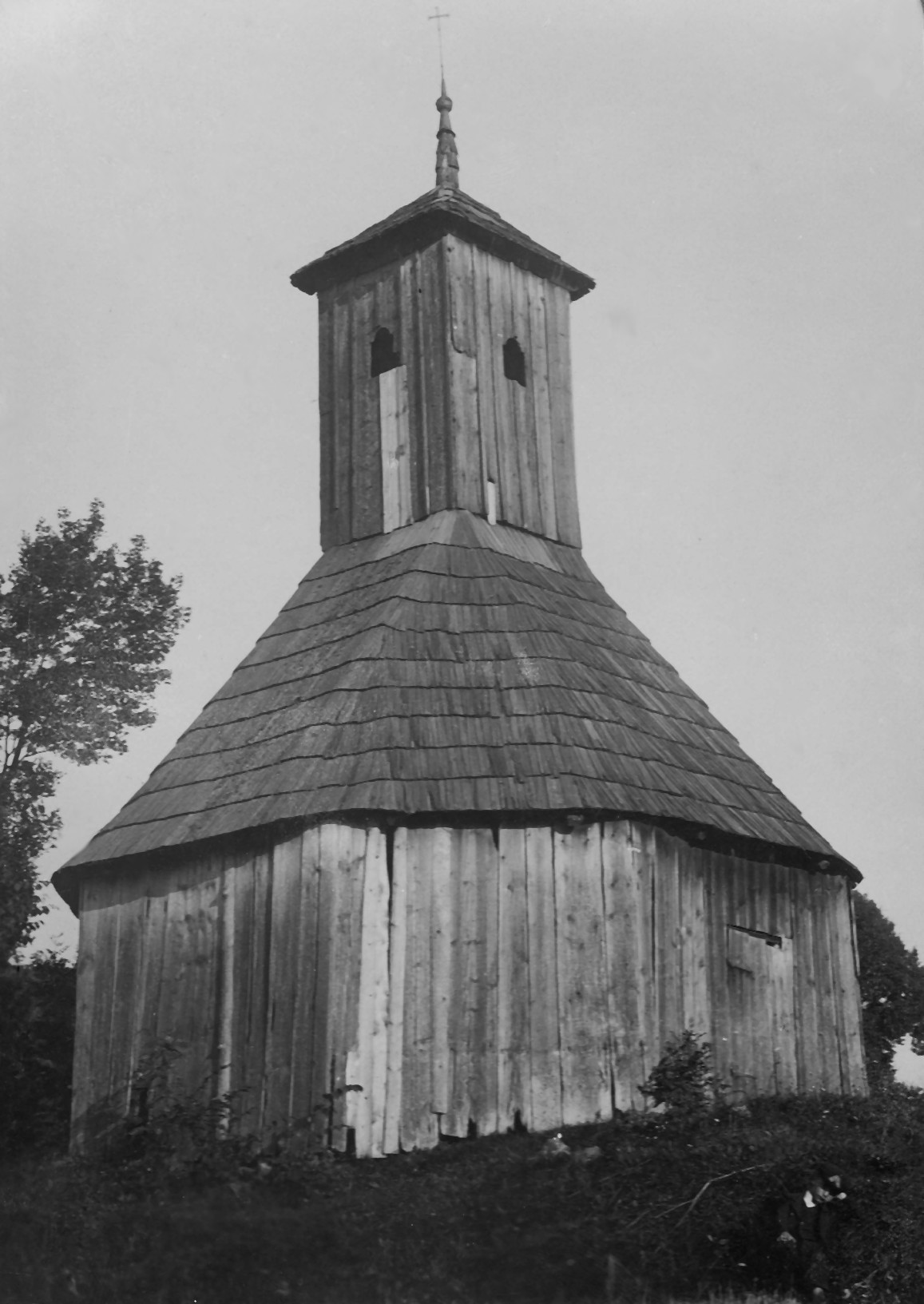
Dřevěná zvonice v Dlouhé Třebové vyfotografovaná v roce 1906 před svým zánikem

### Do roku 1945
- František Kovář (1849–1854) byl prvním obecním starostou v historii, po zrušení úřadu rychtáře. Pocházel z domu čp. 47.
- Josef Štancl (1854–1860) pocházel z domu čp. 109.
- Josef Rybka (1860–1862) pocházel z domu čp. 47.
- František Sršeň (1862–1868, 1874–1883) byl potomkem ze zdejší učitelské rodiny a pocházel z domu čp.105.
- Václav Rybka (1868–1871, 1891–1895) pocházel z domu čp.28.
- Josef Kovář (1871–1874, 1883–1891) pocházel z domu čp.31.
- Josef Šár (1895–1904) pocházel z domu čp. 183.
- František Kovář (1904–1907) pocházel z domu čp. 32 a za jeho působení byl v obci vysvěcen chrám Páně svatého Prokopa, vybudovaný v roce 1906.
- Václav Hác (1908–1918) pocházel z domu čp. 9.
- Engelbert Kovář (1918–1919) byl prvním starostou po první světové válce. Pocházel z domu čp. 57. Zemřel roku 1957.
- František Kovář (1919–1923) pocházel z domu čp. 76.
- Jan Kovář (1923–1938) si vysloužil od spoluobčanů přezdívku „otec vesnice“. Byl také velitelem a krátce i starostou místního Sboru dobrovolných hasičů. Zemřel roku 1950. Pocházel z domu čp. 172.
- Ladislav Šimek (1938–1945) pocházel z domu čp. 44. Do funkce starosty zvolen ve věku 27 let. Ve své funkcí zůstal po celou dobu druhé světové války. Po roce 1945 postupně opustil všechny veřejné funkce a věnoval se civilnímu povolání. Zemřel roku 1994.

### Předsedové místního národního výboru (1945–1989)
- Rudolf Kovář (1945–1946)
- Josef Vavřín (1946–1950)
- Jan Skála (1950–1952)
- Josef Kovář (1952–1960)
- Jan Morkes (1960–1964)
- Antonín Sychra (1964–1975)

### Starostové po roce 1989
- Zdeněk Filip (1990–1993)
- Přemysl Zedník (1993–1994)
- Josef Kovář (1994–1995)
- Bohuslav Halva (1995–2006)
- Jaroslav Kašpar (2006–2018)
- Kateřina Slezáková (od 2018)

## Doprava

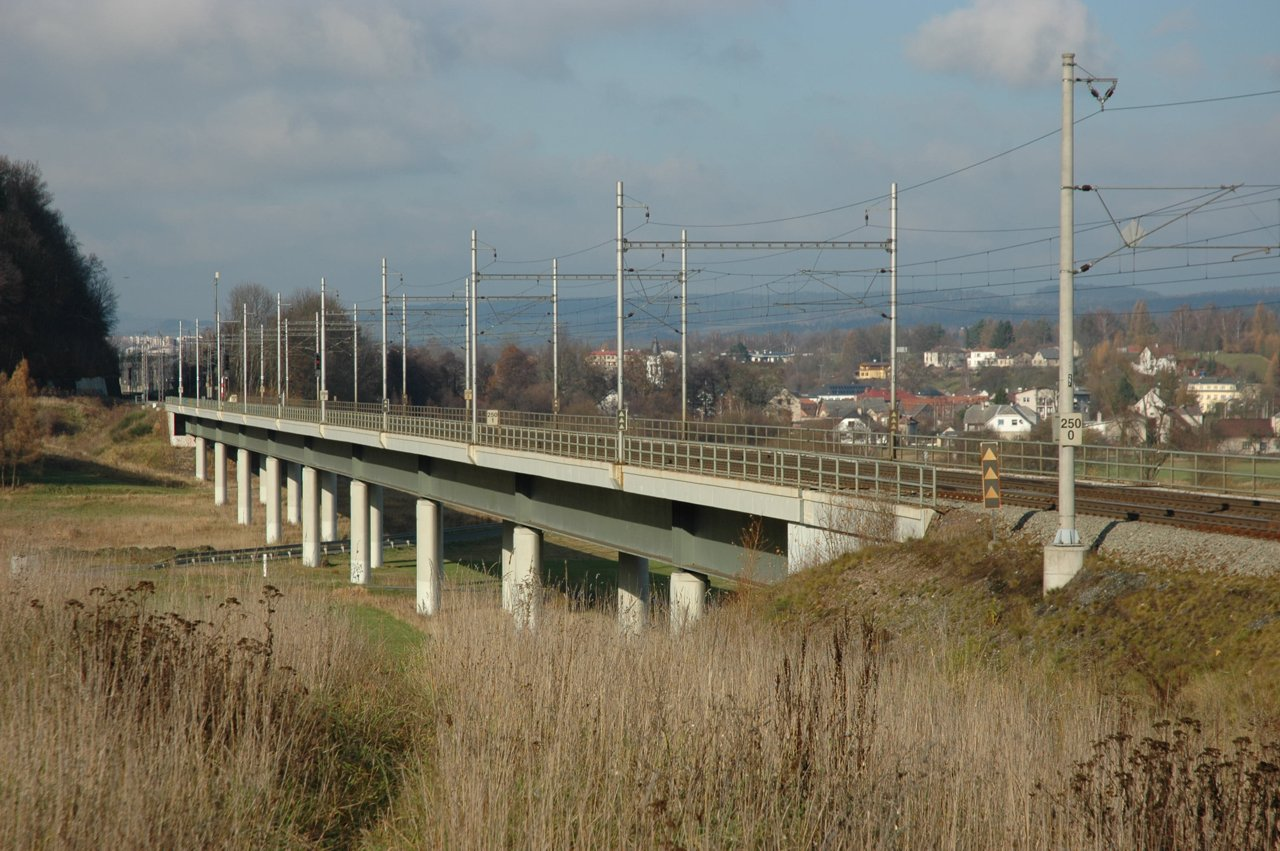
Železniční estakáda postavená v roce 2003

Obec Dlouhá Třebová díky své poloze není dopravním uzlem. Leží však na spojnici měst Ústí nad Orlicí a Česká Třebová, které významnými dopravními uzly jsou (zejména díky železnici). Obec leží v údolí, které bylo a je jedním z důležitých dopravních koridorů na cestě mezi Moravou a Čechami. Tohoto koridoru využívali již v dávných dobách obchodníci. Železniční doprava je zde zastoupena zmíněnou tratí, a to přímo I. železničním koridorem spojující Děčín a Břeclav; v tomto úseku jde o železniční trať Praha – Česká Třebová. Na této dvoukolejné trati je železniční stanice Dlouhá Třebová, která byla v roce 2003 při modernizaci trati zrekonstruována. V blízkosti obce se též nachází železniční viadukt, který napřímil trať směrem na Českou Třebovou.
Silniční doprava je vyřešena I/14. Skrze vesnici je vedena pravidelná linková autobusová doprava společností ČSAD BUS Ústí nad Orlicí, která patří do skupiny ICOM transport a zajišťuje spojení Ústí nad Orlicí a České Třebové. Vede jí také cyklostezka, po které značena cyklotrasa č. 4061 mezi Ústím nad Orlicí a Českou Třebovou. Další cyklotrasou je č. 4051 spojující Knapovec a Přívrat.

## Společnost
Působí zde několik spolků – Sbor dobrovolných hasičů, Myslivecké sdružení Třebovská obora, Tělovýchovná jednota Dlouhá Třebová, Divadelní spolek Garáž Dlouhá Třebová ad. Mezi tradiční kulturní počiny patří plesy – Hasičský, Myslivecký a Dětský karneval. Každoročně se také v obci konají Výroční ceny obce Dlouhá Třebová, kde jsou oceňováni nejzasloužilejší občané na základě lidové ankety. U příležitosti svátku patrona zdejší obce sv. Prokopa se tradičně koná pouť. Ke kulturnímu dědictví obce patří mimo památek různého charakteru a stáří i pamětní kniha – kronika obce založená k roku 1899. Současným kronikářem obce je Martin Lamplot.

## Pamětihodnosti

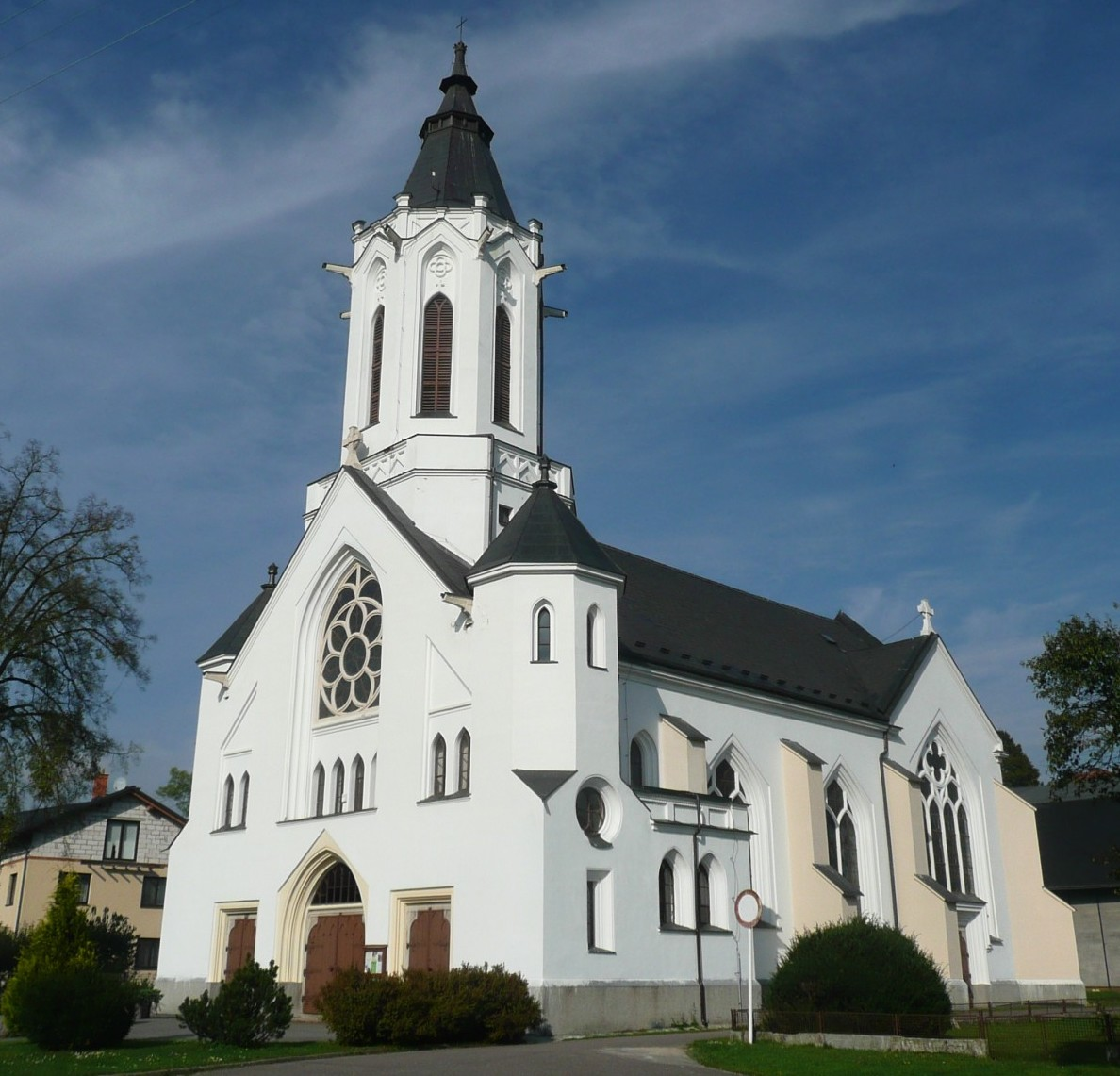
Kostel svatého Prokopa

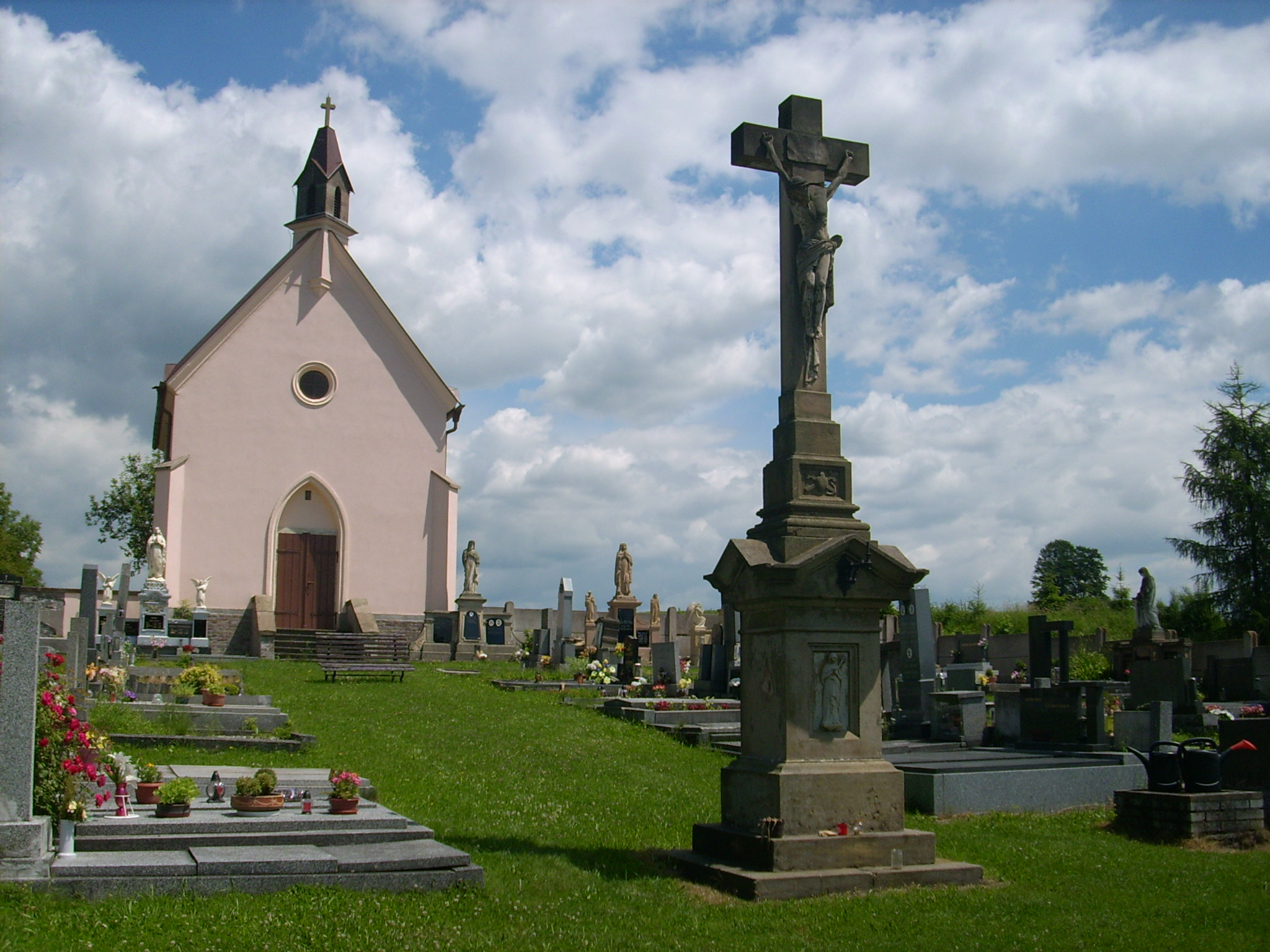
Kaple svatého Josefa na místním hřbitově

- Římskokatolický kostel svatého Prokopa v pseudogotickém stylu a postavený v letech 1905–1906. Se stavbou se již začalo v roce 1868, kdy však našetřené peníze brzy došly, a tak dlouhou dobu byly vystavěny pouze základy. Proto se také posměšně říkalo, že mají kostel postavený grunty vzhůru. Kostel byl zasvěcen sv. Prokopovi, protože svatoprokopská tradice má v této obci dávné kořeny. Důkazem toho je také jméno zvonu Prokop na věži kostela. Díky poslední rekonstrukci v roce 2002 získal zářivě bílou omítku, která je vidět z širokého okolí.[14]
- Hřbitovní kaple sv. Josefa – tato kaple zasvěcená sv. Josefovi byla postavena v pseudogotickém slohu roku 1898. Plány připravil stavitel Josef Shüler z Ústí nad Orlicí. Kaple je umístěna v severovýchodní části místního hřbitova ležícího nad vesnicí, který byl dokončen v roce 1893. V této kapli se tedy konala první mše na území obce, protože kostel sv. Prokopa byl postaven až o 8 let později.
- Socha sv. Prokopa – je patrně nejvýznamnější socha v Dlouhé Třebové, která vyobrazuje sv. Prokopa – zemského patrona a ochránce Dlouhé Třebové. Tato pískovcová socha zhotovená roku 1964 je však již třetí verzí sochy, která spočívá na původním podstavci. V těsné blízkosti se nachází tzv. Prokopova studánka.
- Pomník svobody – tato kamenná mohyla byla vybudována roku 1924 a odhalena při výročí smrti Jana Žižky a výročí samostatnosti ČSR. Do pomníku jsou zasazeny tři bronzové emblémy – Jana Husa, Jana Žižky a T. G. Masaryka.
- Sbor Československé církve husitské – tato novodobá budova při cestě k místní železniční zastávce byla postavená v letech 1933–1934 místními dobrovolníky z obce a okolí, kteří se hlásili k nově vznikající Církvi československé (dnešní Církev československá husitská). Budova k náboženským účelům od roku 1986 již neslouží, avšak stále stojí dál.
- Socha svatého Jana Nepomuckého – tato pískovcová socha z roku 1826 vyobrazuje svatého Jana Nepomuckého, českého patrona a také ochránce horní části obce Dlouhá Třebová.[4]
- Další drobné sakrální stavby (kříže, boží muka, např. Boží muka u Dolského potoka a obrázky)

### Zaniklé
- Zemanská tvrz – je nejstarší památkou osídlení v Dlouhé Třebové. Tvrz se nacházela na ostrohu nad vsí v části zvané Na zámku a sloužila k ochraně okolí vzdálenějšího od hradu Lanšperk. První zmínku o její existenci máme z biskupské listiny z roku 1381. Po střídání mnoha majitelů tvrz v 17. století osiřela a posloužila jako stavební materiál k opodál zřizovanému vrchnostenskému dvoru.[15]
- Dřevěná zvonice – stála od roku 1753 na kopci nad obcí v místě bývalé zemanské tvrze. V témže roce byla opatřena zvonem Prokop, který byl při dostavbě kostela sv. Prokopa přenesen, a funkce zvonice v roce 1908 zanikla. Tato dřevěná 10 metrová stavba dokumentovala řemeslnou zručnost vesnických tesařů a byla představitelkou tehdejší lidové architektury.[4]